# 24時間テレビ 愛は地球を救う (1978年のテレビ番組)
『24時間テレビ 「愛は地球を救う」』（24じかんテレビ「あいはちきゅうをすくう」）は、日本テレビおよび系列放送局にて1978年8月26日 20:00 - 8月27日 20:00（JST）に生放送された、チャリティーを目的とした長時間特別番組である。1978年の放送を第1回とし、『24時間テレビ 「愛は地球を救う」』は年1回のシリーズ番組として毎年放送されるようになった。

## 概要
日本テレビ放送網の開局25年記念事業の目玉として、「テレビの持つメディアとしての特性を最大限に生かし、高齢者や障碍者、また途上国の福祉の実情を視聴者に紹介するとともに、広く浄財（募金）を募集し、思いやりのあふれた世の中をつくるために活用する」ことを目指して、当時の日本テレビのプロデューサー・都築忠彦が、アメリカ合衆国で行われた、ジェリー・ルイス主催のレイバー・デイ・テレソンを翻案して企画されたといわれている。また、都筑が手掛けていた『11PM』においても1975年から年3回程度の割合で世界の福祉事情を取材した特集が放送されていたが、それのスピンオフ（延長線上）として開催することも企画されたといわれる。なお、タイトルの通りの24時間丁度での放送は2023年現在、この第1回のみであり、第2回以後は24時間を超えた時間枠で放送されている。
サブタイトルは「日本テレビ開局25年記念特別番組 テレビ誕生25年スーパー・スペシャル」、テーマは「寝たきり老人にお風呂を！身障者にリフト付きバスと車椅子を！」
オープニングは当時の芝公園・郵便貯金ホール（後のメルパルク東京）からの中継で、テーマソングとしてピンク・レディーが歌う『2001年愛の詩』（作詞：阿久悠、作曲：都倉俊一）が用意された。また中継がつながらない場合のバックアップも兼ね、当時の日本テレビ本社Gスタジオにセットが組まれ、そちらからも随時募金の案内がなされた。
当初は日本テレビ開局25周年記念事業としてこの1回だけで終わらせる予定であったが、全国の日本テレビ系列局を中心とした29局の累計募金額は1,190,118,399円を数え、日本テレビ麹町本社Gスタジオ（当時の登記上の本社があったところ。現在の番町スタジオ）に設けられた募金受付用の電話には189万本の電話がかかり、そのうちつながったのは約3.7％にも満たない7万本程度だったといわれるほどの盛況を見せた。中には番組中に受付電話番号が発表されたにもかかわらず局番の間違いが相次ぎ、「間違い電話は迷惑になります」と注意喚起したものの、27日18時から18時20分に生放送された『NNN日曜夕刊』で大橋巨泉から20件ほどの間違い電話があり「善意の間違い電話だった」ことを謝罪したほどであった。この累計募金額の最高記録は2011年の24時間テレビで1,986,414,252円の累計募金額を達成するまで、33年に渡り更新されることはなかった。
番組を終えるにあたっての閉会セレモニー（代々木公園）において、会場内のインタビューアーを務めた徳光和夫（当時日本テレビアナウンサー）が、会場にいたある高校生にインタビューを向けたところ「欽ちゃんさ、あの聖火みたいに、今日1日で消さないでずっと続けてよ。これ消えちゃたらつまらないじゃない?タモリも頑張ってよ。どんどん笑いで訴えて」と提言。これに萩本欽一とタモリは冷静に対応し、今後も継続を要望する市民の圧倒的な声が殺到した。そして、日本テレビ代表取締役社長・小林與三次が急遽ステージに登壇し萩本から「また来年もやってくれと言ってますよ」との問いに「ご支持いただくのであれば何度でもやります。そういう必要がある限り」と高らかに宣言し、事実上24時間テレビを継続開催することが決定したのである。

## 主な出演者
チャリティー・パーソナリティー
- 萩本欽一
- 大竹しのぶ

番組キャスター
- 大橋巨泉
- 竹下景子
巨泉は当時『クイズダービー』（TBS系列。土曜19:30 - 20:00）の司会を務め、竹下は同番組の4枠レギュラー解答者を務めていたが、当番組は土曜20:00から始まったため、出演番組が重複することはなかった。

大阪地区担当（読売テレビスタジオ）
- 横山やすし
- 西川きよし

番組シンボル
- ピンク・レディー

その他
- 手塚治虫[注釈 2]
- 黒柳徹子
- 坂上二郎
- 山口百恵
- 桜田淳子
- 岩崎宏美
- 野口五郎
- 西城秀樹
- 郷ひろみ
- 月の家円鏡
- 毒蝮三太夫
- タモリ
- 松田優作
- 大村崑
- 笑福亭仁鶴
- 桂三枝
- 研ナオコ
- 南沙織
- 尾藤イサオ
- 清水健太郎
- 榊原郁恵
- チャー
- あのねのね
- 石野真子
- 橋幸夫
- C-3PO、R2-D2[注釈 3]
- ウォルト・ハンナ[注釈 4]
- 国弘正雄
- マイケル・ハーン
- 世良公則とツイスト
- リューベン
- ゴダイゴ
- 神津善行
- コロムビア・トップ
- 松岡きっこ
- 八代亜紀
- 新沼謙治
- サーカス
- 森昌子
- 渡辺真知子
- 油井正一
- 青木啓
- 渡辺貞夫
- しばたはつみ
- 五輪真弓
- 細川俊之
- 福村芳一
- 新日本フィルハーモニー交響楽団
- 宍戸錠
- ケイ・アンナ
- サビーネ金子
- 岡崎友紀
- ダニエル・ビダル
- 小松政夫
- 小松方正
- 団しん也
- ザ・デストロイヤー
- 児島美ゆき
- ジャイアント吉田
- ワールド・ダンサーズ
- ザ・バーズ
- 高橋達也と東京ユニオン
- 新音楽協会
- マーガレット
- ザ・ブレッスン・フォー
- 黒沢久雄
- キャシー中島
- 小野ヤスシ
- 天馬ルミ子
- シェリー
- ジャンボ鶴田
- 芦屋小雁
- 今くるよ
- 白木みのる
- 岡八郎
- 桂文珍
- 旭堂小南陵
- 桂春輔
- ヤングチャリティーボランティア[注釈 5]
- 日本中の人々・世界の人々
- 宇宙中継
  - 国際連合会議場（ニューヨーク）
  - リオデジャネイロ
  - フィレンツェ
  - クアラルンプール

## スタッフ
- 企画・全体構成・プロデューサー・総合演出 - 都築忠彦
- 音楽 - 大野雄二
- 演奏 - ユー・アンド・エクスプロージョン・バンド
- 編曲 - 永作幸男
- デザイン - 浅葉克己
- イラスト - 山口はるみ、斉藤雅緒
- アニメーション - 木下蓮三
- 美術 - 沓沢昌広
- 選曲 - 鈴木清司
- 音楽効果 - 森本喬雄
- 中継演出 - 石橋冠
- チーフプロデューサー - 勝田建
- 総指揮 - 井原高忠、後藤達彦
- 製作 - 日本テレビ

## ネット局
凡例（以下当時）
無印 - NNS・NNN単独加盟。
☆ - 正式な他系列とのクロスネット局（テレビ宮崎のみNNSは非加盟）。
★ - クロスネットではないが日本テレビ系列の番組販売ネットの取引がある他系列の放送局。
- 札幌テレビ
- 青森放送☆
- テレビ岩手
- ミヤギテレビ
- 秋田放送☆
- 山形放送☆
- 福島中央テレビ☆
- 新潟総合テレビ☆
- 山梨放送
- 日本テレビ
- 静岡けんみんテレビ☆
- 北日本放送
- 福井放送
- 中京テレビ
- よみうりテレビ
- 日本海テレビ☆
- 広島テレビ
- 山口放送☆
- 四国放送
- 西日本放送
- 南海放送
- 高知放送
- 福岡放送
- 長崎放送★[注釈 6]
- テレビ長崎☆[注釈 7]
- テレビ大分☆
- テレビ宮崎☆
- 鹿児島テレビ☆
- 沖縄テレビ★

## 関連番組
- 11PM
- ピンク・レディー汗と涙の大晦日150分!!（同年大晦日に同局で放送されたチャリティー番組）